# Svarttjärnen (Askims socken, Västergötland)
Svarttjärnen är en sjö i Göteborgs kommun i Västergötland och ingår i Kungsbackaån-Göta älvs kustområde. Svarttjärn ligger i Sandsjöbacka Natura 2000-område.

## Bilder

Svarttjärnen
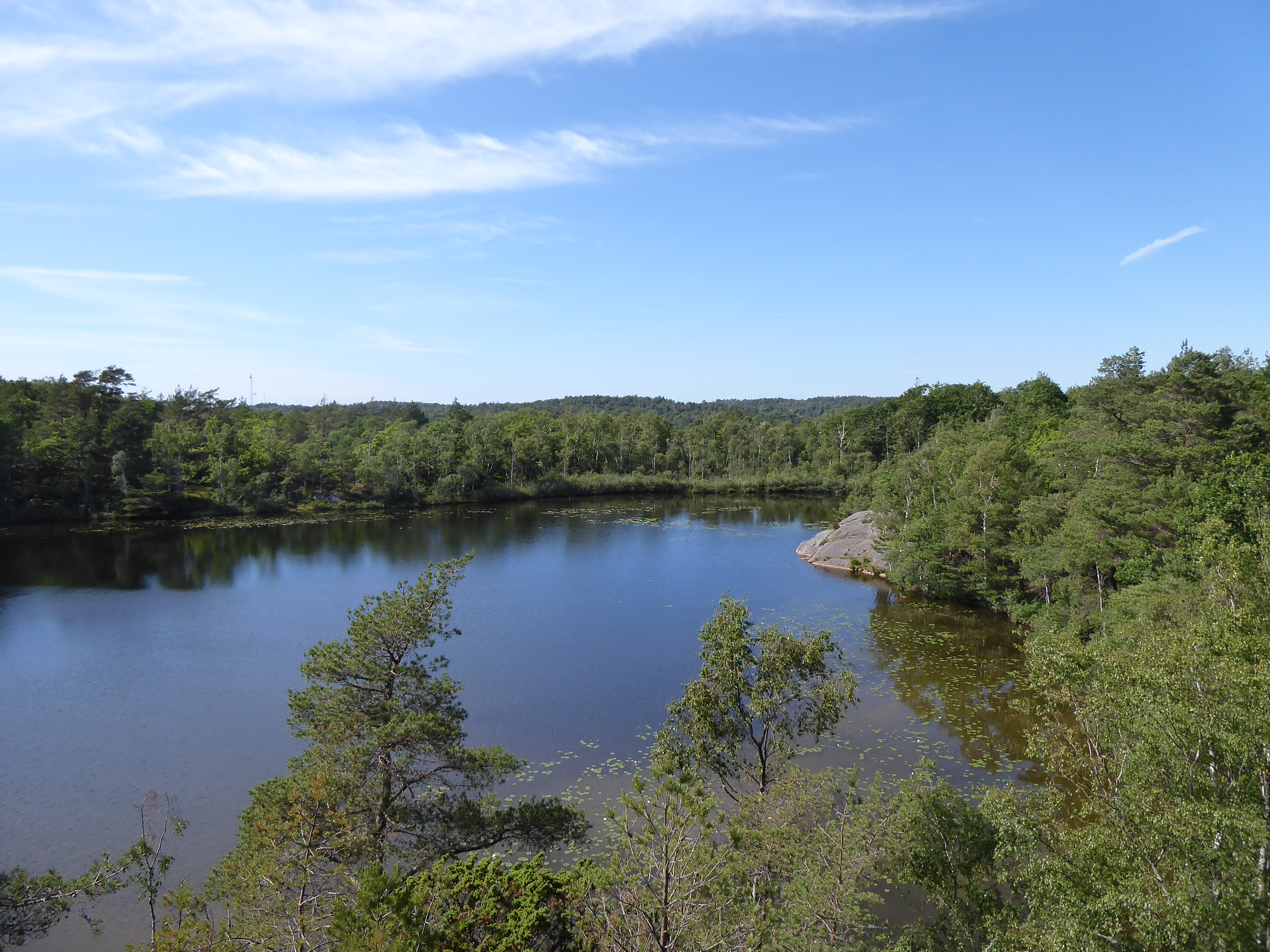
Svarttjärnen från nordost den 8 juli 2023.
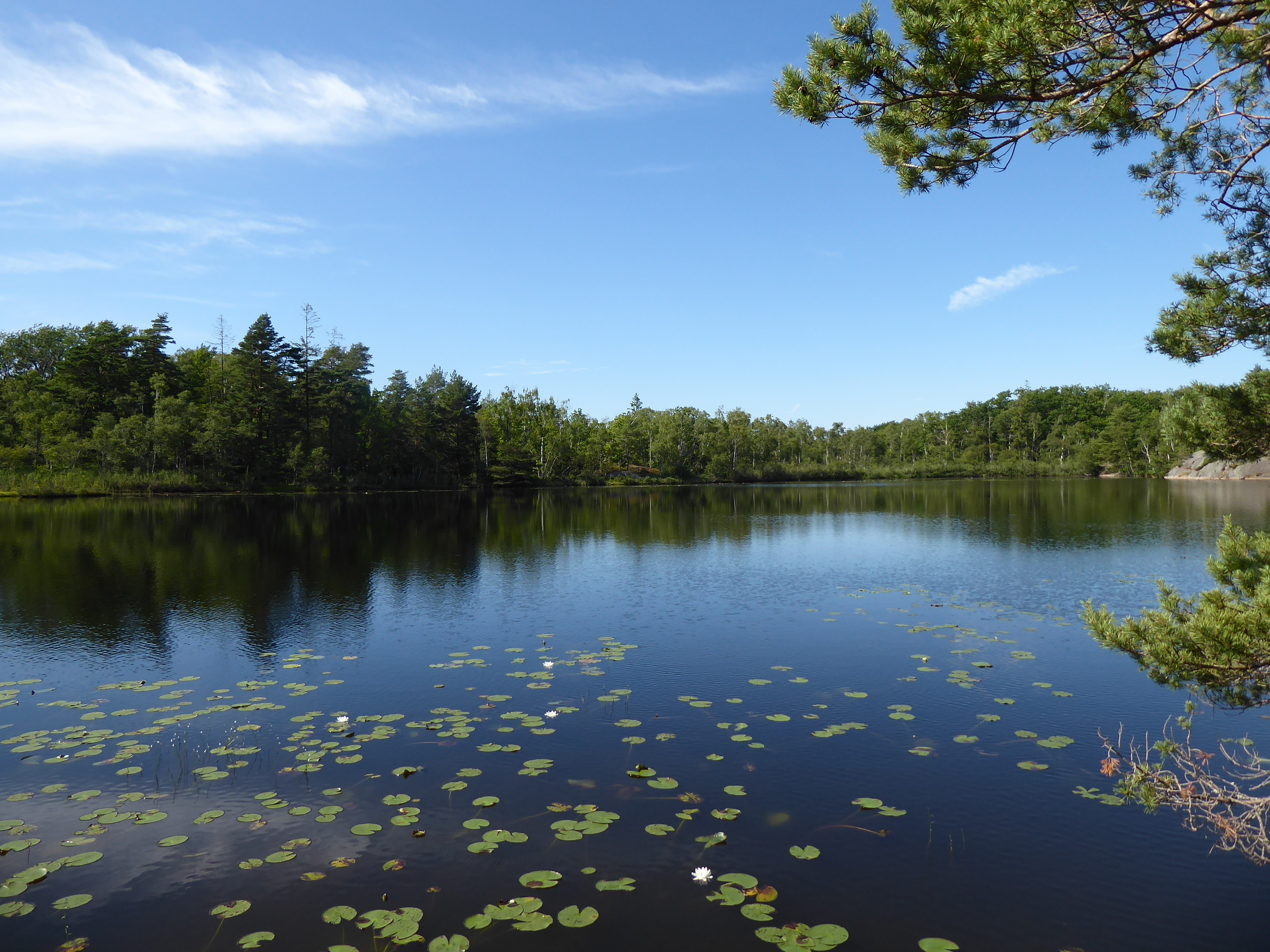
Svarttjärnen från mitt-partiet riktning norr den 8 juli 2023.
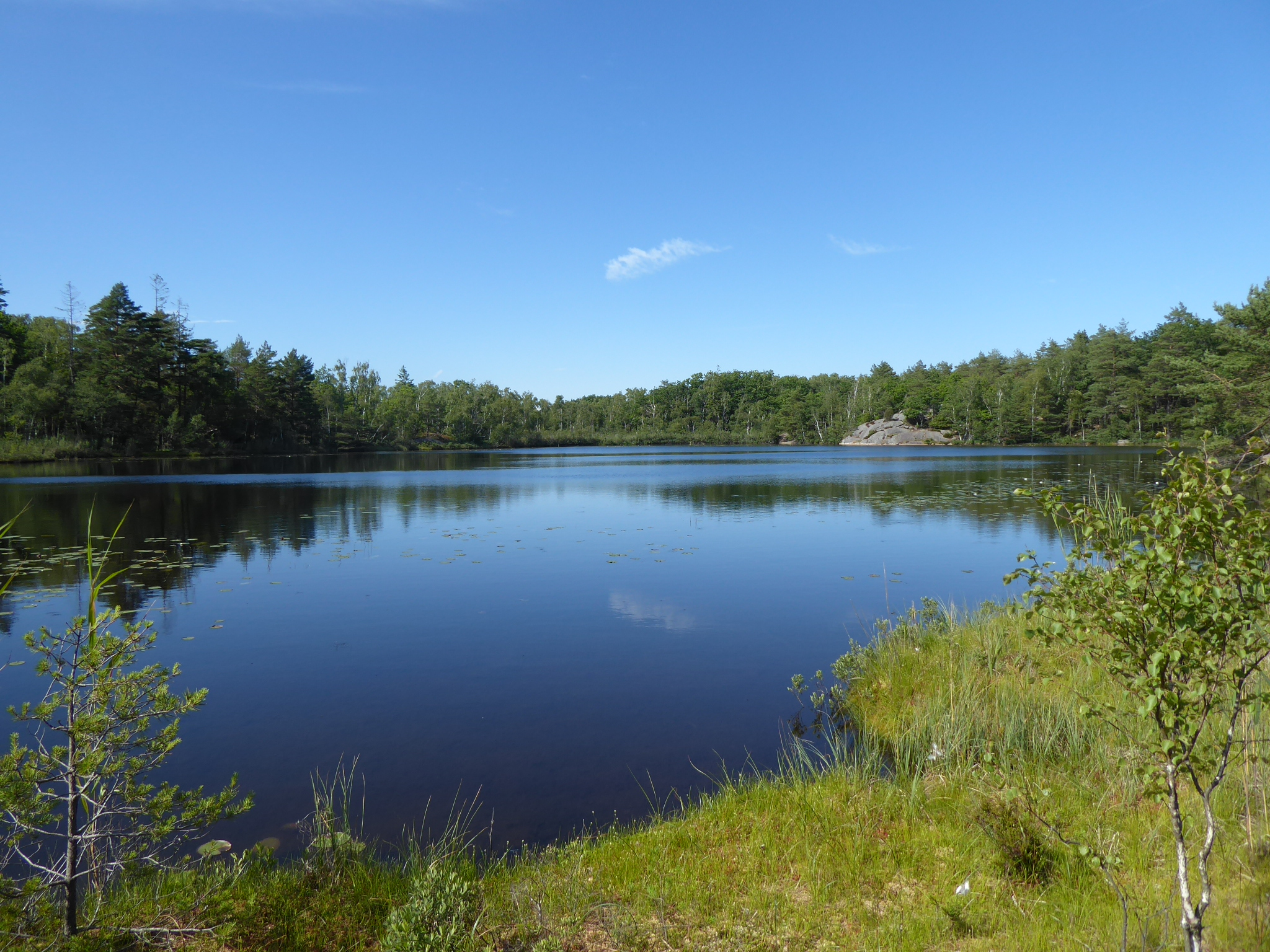
Svarttjärnen från sydöst riktning norr den 8 juli 2023.
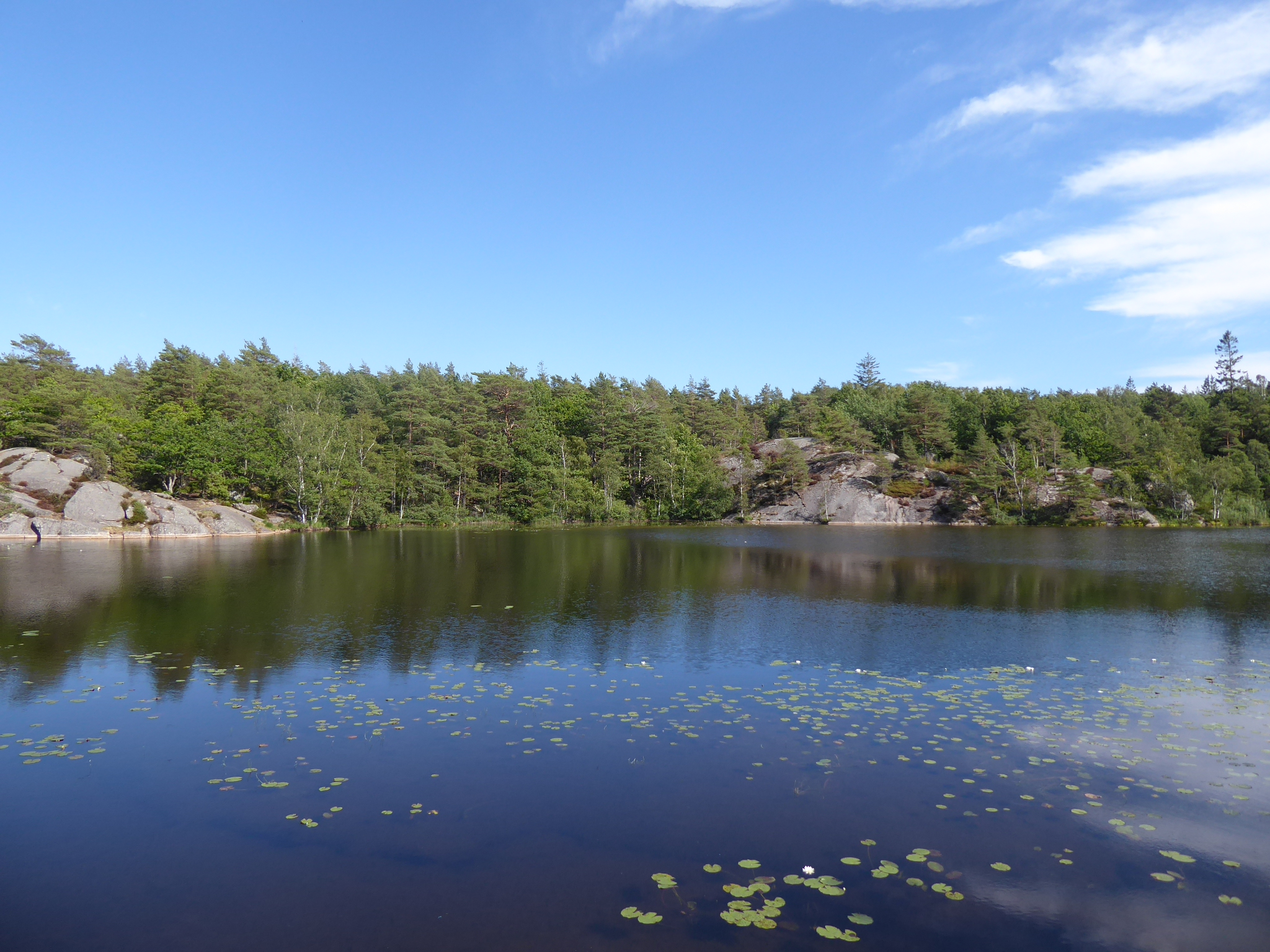
Svarttjärnen västerifrån den 8 juli 2023.